# Jamal Fyfield
Jamal Nehemiah Fyfield (Leyton, Inglaterra, 17 de marzo de 1989), o también conocido por Jamal Fyfield, es un futbolista inglés profesional. Juega como defensa y actualmente juega en Boreham Wood F. C. de la National League inglesa.
Fyfield comenzó a jugar en la base de Leyton Orient, pero fue agente libre tras cumplir su beca. Después se unió al Maidenhead United F.C. en 2007, para 2009 fue elegido como el "Jugador Joven del Año". En el 2010 se traspasó al club York City, donde se fue a préstamo a Maidenhead durante 1 mes. Regresando al York City ganó el campeonato de la segunda división 2011-12. Después de año y medio de jugar en el York, Fyfield se unió al Grimsby Town en 2014.

## Biografía
Fyfield nació en Leyton, Londres, Inglaterra. Donde comenzó su carrera en el Leyton Orient en 2005, donde tuvo una beca de 2 años. Después fue lanzado en 2007 a su club de debut profesional Maidenhead F.C. donde es becado. Debutó como suplente en el empate 3-3 del Maidenhead F.C. visitando a Havant & Waterlooville F.C. el 17 de septiembre de 2007. Su primer juego como titular fue el 22 de septiembre de 2007 en un empate 1-1 contra Hampton & Richmond Borough F.C. Para ese mismo año fue puesto a préstamo en el equipo de Potters Bar Town F.C. donde jugó solo 5 partidos en la liga. Terminó su temporada en 2007–08, jugando con el Maidenhead, donde jugó 18 partidos.
Su primer partido en la temporada 2008-09 fue en una victoria 4-2 de Maidenhead F.C. contra el Bognor Regis Town F.C. el 23 de agosto de 2008. Desde el 1 de enero de 2009, comenzó a jugar como titular, excepto en 3 partidos de la temporada, donde jugó 33 partidos en total. En ese mismo año es elegido "Jugador Joven del Año". Comenzó en la temporada 2009-10 con el Maidenhead F.C. con un empate 0-0 contra el Dover Athletic el 8 de agosto de 2009, y anotó su primer gol el 10 de abril de 2010 contra el Bishop's Stortford F.C. dándole la victoria a su club en el minuto 54'. Terminó su temporada con 39 partidos y 2 goles, donde firmó en agosto de 2010 con el club.

## Trayectoria

### York City
Fyfield había jugado seis partidos en la temporada 2010-11 con el Maidenhead donde al final de la temporada sería ya jugador del York City, el 18 de septiembre de 2010 se unió al club. 
Debutó el 25 de septiembre de 2010 contra el Tamworth FC, donde anotó 1 gol, el partido terminó 3-1 favor York. El 31 de enero de 2011, después de haber perdido su lugar en el equipo con 11 apariciones en su haber, Fyfield regresa al Maidenhead tras un préstamo de un solo mes. Su primer partido desde que regresó se produjo en un empate 2-2 en casa ante el Bishop's Stortford F.C. el 5 de febrero de 2011; él fue a hacer seis apariciones antes de decidirse a cortar el periodo de cesión corto para luchar por un lugar en el primer equipo del York City. Fyfield volvió al equipo York después de comenzar sus últimos tres partidos de la temporada. Después de haber hecho 14 apariciones York que firmó un nuevo contrato por un año con el club en mayo de 2011.

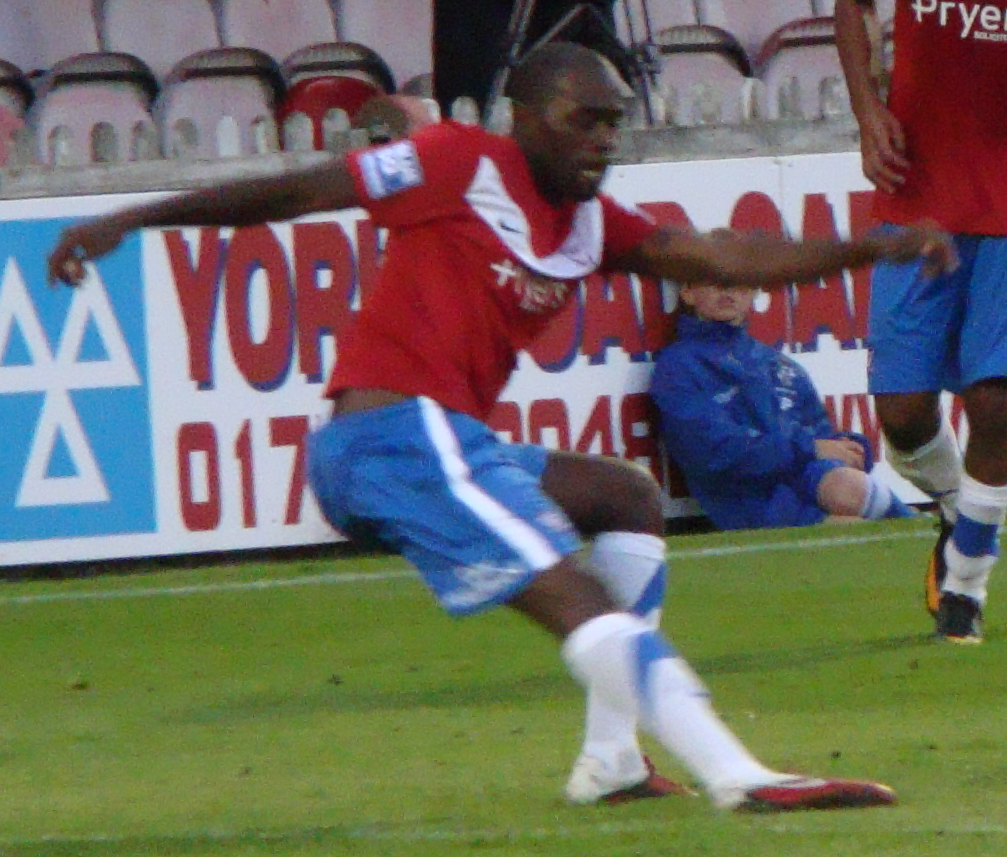
Fyfield jugando con el York City en 2011.

Fyfield hizo su primera salida de la temporada 2011-12 como suplente en el minuto 64' de la derrota de 1-0 York ante el Telford United el 20 de agosto de 2011. El 13 de septiembre de 2011 continuó siendo utilizado como un sustituto hasta iniciar un 1-0 victoria en casa ante el Bath City.
Después de haber establecido a sí mismo en la defensa central junto con David McGurk donde anotó su primer gol de la temporada con un taconazo en la victoria por 6-2 en casa de York City en Braintree Town FC, el 8 de octubre de 2011. Donde perdió su lugar en el once inicial tras el empate 1-1 de York en casa para Mansfield Town el 26 de diciembre de 2011 y no volvió hasta un empate en casa 0-0 contra Tamworth en 6 de marzo de 2012 debido a la indisponibilidad de otros jugadores. Dos juegos más tarde, obtuvo un tiempo de descuento ganador en la victoria por 3-2 en el Grimsby Town el 13 de marzo de 2012 con una corrida hacia adelante y le disparó en la esquina inferior izquierda desde fuera del área, después de haber tenido la culpa del primer gol de Grimsby. Cuatro días más tarde, Fyfield asistido Matty Blair gol de la victoria en la semifinal del Torneo FA partido de vuelta lejos en Luton Town el 17 de marzo de 2012 con un cruzar desde el flanco izquierdo, con el marcador final de 1-1 ver el progreso York a la final por 2-1 en el global.
Habiendo comenzado el empate 1-1 de York en casa para Mansfield Town en el partido de ida de las semifinales de los play-off el 2 de mayo de 2012, Fyfield fue nombrado en el banquillo durante el partido de vuelta cinco días después. Donde sólo entró en el partido como suplente al minuto 87', pero durante más tiempo liberado por Jason Walker de la izquierda, que pasó a asistir a gol de la victoria de Blair, al ver el progreso York a la final del play-off. Fyfield entró en el 2012 FA Trophy final como un sustituto al minuto 83', en la que venció Newport County por 2-0 en el Estadio de Wembley el 12 de mayo de 2012. Él no fue nombrado en la lista de convocados para el 2012 Conferencia Premier de play-off final, donde ganó York con una victoria por 2-1 sobre el Luton en el Wembley para ganar el ascenso a la Primera División después de una ausencia de ocho años a partir de la Liga de Fútbol. Después de haber terminado la temporada con 40 partidos y 3 goles, firmó un nuevo contrato de un año en York, en junio de 2012, con la opción de un año más de contrato.

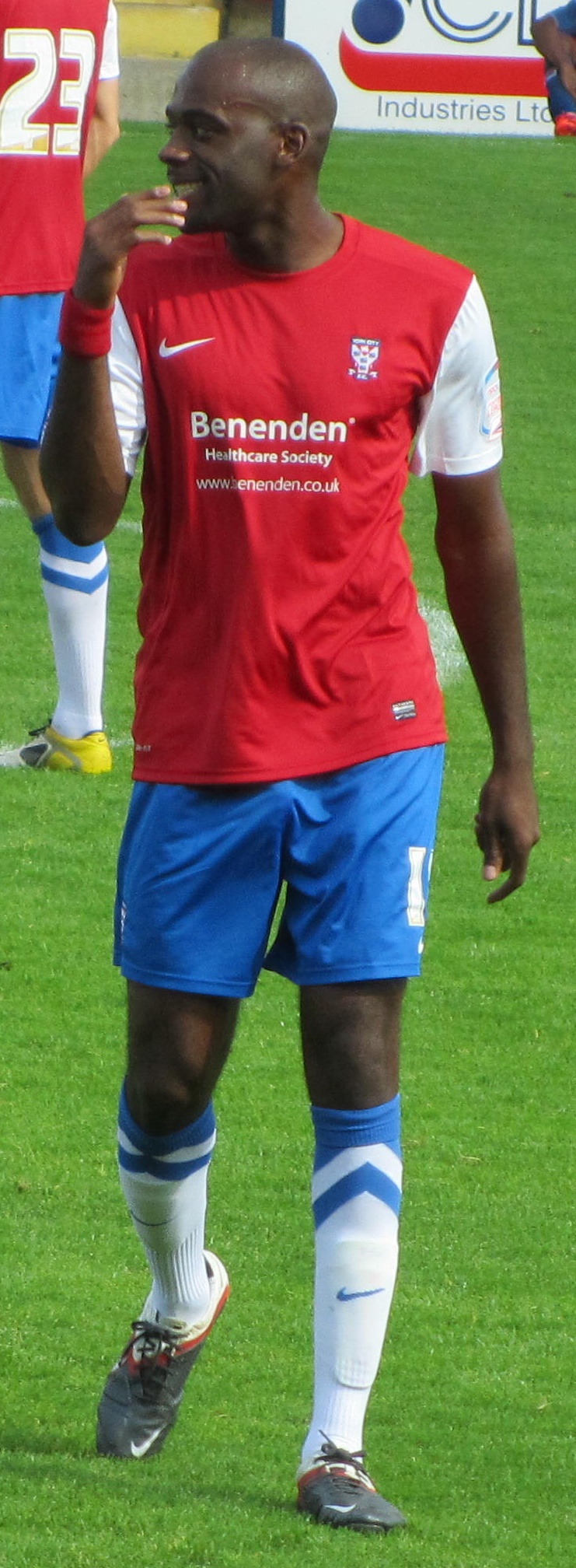
Fyfield jugando con York City en 2012.

Fyfield comenzó el partido de York City un partido de la League One. Después se enfrentó a Doncaster Rovers en la Copa de la liga primera ronda en el partido inaugural de la 2012-13 temporada el 11 de agosto de 2012, donde el equipo perdió por 4-2 en una tanda de penaltis después de un empate 1-1 en la prórroga. Luego jugó en primer aparato de York City en la Football League desde su promoción, una derrota por 3-1 en casa ante el Wycombe Wanderers el 18 de agosto de 2012. Después de hacer hecho cinco apariciones en la 2013-14 temporada, Fyfield izquierda York City, el 13 de enero de 2014, junto con Craig Clay.

### Grimsby Town
En el mismo día de su salida de York, firmó por Fyfield en el equipo Grimsby Town en un contrato hasta el final de la temporada 2013-14. Fyfield fue lanzado el 9 de mayo de 2014 después de haber hecho 13 apariciones.

### Welling United
El 24 de junio de 2014, Fyfield es fichado por el club de Welling United de la quinta división de Inglaterra.

## Estilo de juego
Fyfield desempeña principalmente como lateral izquierdo o como un centro , y también puede proporcionar cobertura como extremo izquierdo.

## Estadísticas

### Clubes
| Club               | País       | Año           |
| ------------------ | ---------- | ------------- |
| Maidenhead United  | Inglaterra | 2007 - 2010   |
| Potters Bar Town   | Inglaterra | 2007          |
| York City          | Inglaterra | 2010 - 2014   |
| Maidenhead United  | Inglaterra | 2011          |
| Grimsby Town       | Inglaterra | 2014          |
| Welling United     | Inglaterra | 2014 - 2015   |
| Wrexham            | Gales      | 2015 - 2016   |
| Gateshead          | Inglaterra | 2016 - 2018   |
| Boreham Wood F. C. | Inglaterra | 2018-Presente |

| Club                | Temporada           | Liga                | Liga     | Liga  | FA Cup   | FA Cup | League Cup | League Cup | Otros    | Otros | Total    | Total |
| Club                | Temporada           | División            | Partidos | Goles | Partidos | Goles  | Partidos   | Goles      | Partidos | Goles | Partidos | Goles |
| ------------------- | ------------------- | ------------------- | -------- | ----- | -------- | ------ | ---------- | ---------- | -------- | ----- | -------- | ----- |
| Maidenhead United   | 2007–08             | Conferencia del Sur | 16       | 0     | 0        | 0      | —          | —          | 2        | 0     | 18       | 0     |
| Maidenhead United   | 2008–09             | Conferencia del Sur | 31       | 0     | 1        | 0      | —          | —          | 1        | 0     | 33       | 0     |
| Maidenhead United   | 2009–10             | Conferencia del Sur | 37       | 2     | 1        | 0      | —          | —          | 1        | 0     | 39       | 2     |
| Maidenhead United   | 2010–11             | Conferencia del Sur | 6        | 0     | 0        | 0      | —          | —          | 0        | 0     | 6        | 0     |
| Maidenhead United   | Total               | Total               | 90       | 2     | 2        | 0      | —          | —          | 4        | 0     | 96       | 2     |
| Potters Bar Town    | 2007–08             | Isthmian League     | 5        | 0     | 0        | 0      | —          | —          | 0        | 0     | 5        | 0     |
| York City           | 2010–11             | Conferencia Premier | 11       | 1     | 3        | 0      | —          | —          | 0        | 0     | 14       | 1     |
| York City           | 2011–12             | Conferencia Premier | 33       | 3     | 0        | 0      | —          | —          | 7        | 0     | 40       | 3     |
| York City           | 2012–13             | League Two          | 33       | 0     | 2        | 0      | 1          | 0          | 1        | 0     | 37       | 0     |
| York City           | 2013–14             | League Two          | 2        | 0     | 2        | 0      | 1          | 0          | 0        | 0     | 5        | 0     |
| York City           | Total               | Total               | 79       | 4     | 7        | 0      | 2          | 0          | 8        | 0     | 96       | 4     |
| Grimsby Town        | 2013–14             | Conferencia Premier | 9        | 0     | 0        | 0      | —          | —          | 4        | 0     | 13       | 0     |
| Grimsby Town        | Total               | Total               | 9        | 0     | 0        | 0      | 0          | 0          | 4        | 0     | 13       | 0     |
| Total en su carrera | Total en su carrera | Total en su carrera | 189      | 6     | 9        | 0      | 2          | 0          | 16       | 0     | 216      | 6     |

1. 1 2  Partido(s) en Conference League Cup
2. ↑  Partidos en FA Trophy
3. ↑  Cinco partidos en la FA Trophy, y dos partidos en los play-offs de la Conference Premier
4. ↑  Partidos en el Football League Trophy
5. ↑  Tres partidos en FA Trophy, y uno en losplay-offs de la Conference Premier